# Vampir (Munch)
Vampir (norwegisch Vampyr) ist ein Bildmotiv des norwegischen Malers Edvard Munch, das er zwischen den Jahren 1893 und 1895 in sechs Gemälden ausführte und in einer späteren Schaffensphase zwischen 1916 und 1925 in weiteren sechs Gemälden wiederholte. Daneben entstanden im Jahr 1895 zwei Lithografien. Es ist eines der zentralen Motive im Werk des Malers und gehört zu seinem Lebensfries.
Im Mittelpunkt des Bildes steht eine Frau mit orangeroten Haaren, die sich über den Nacken eines ihr zugeneigten Mannes beugt. Laut Munchs Erklärung küsst die Frau den Mann auf den Nacken. Den Bezug zum Vampirismus stellte erst eine Deutung seines Freundes Stanisław Przybyszewski her, der auch den Titel Vampir prägte. Ursprünglich hatte Munch das Motiv Liebe und Schmerz betitelt.

## Bildbeschreibung
Ein Mann beugt sich vornüber gegen den Körper einer Frau. Diese umarmt ihn und beugt sich ihrerseits über seinen Nacken, in den sie ihr Gesicht presst. Ihre langen Haare fallen in Strähnen herunter und bedecken teilweise den Mann. Die beiden Figuren befinden sich auf den Bildachsen, was ihnen einen monumentalen Charakter verleiht. Sie verschmelzen zu einer Pyramidenform. Der Lichteinfall lässt hinter ihnen Schatten aufsteigen, die die Konturen der beiden Figuren umrahmen. Die Farben des Bildes werden bestimmt durch das rotorange Haar der Frau und die für Munch typischen dunkelblauvioletten Schatten. In deren Dunkelheit scheinen sich auch die Figuren aufzulösen.

## Varianten
Wie bei vielen seiner zentralen Werke malte Munch das Motiv mehrfach, siehe dazu auch die Liste der Gemälde von Edvard Munch. In den Jahren 1893 bis 1895 entstanden insgesamt sechs Bilder mit dem Titel Vampir. Zwei Ölgemälde und ein Pastell befinden sich im Munch-Museum Oslo. Ein Ölgemälde aus dem Jahr 1893 wird im Göteborger Kunstmuseum ausgestellt. Zwei weitere Fassungen sind im Privatbesitz.

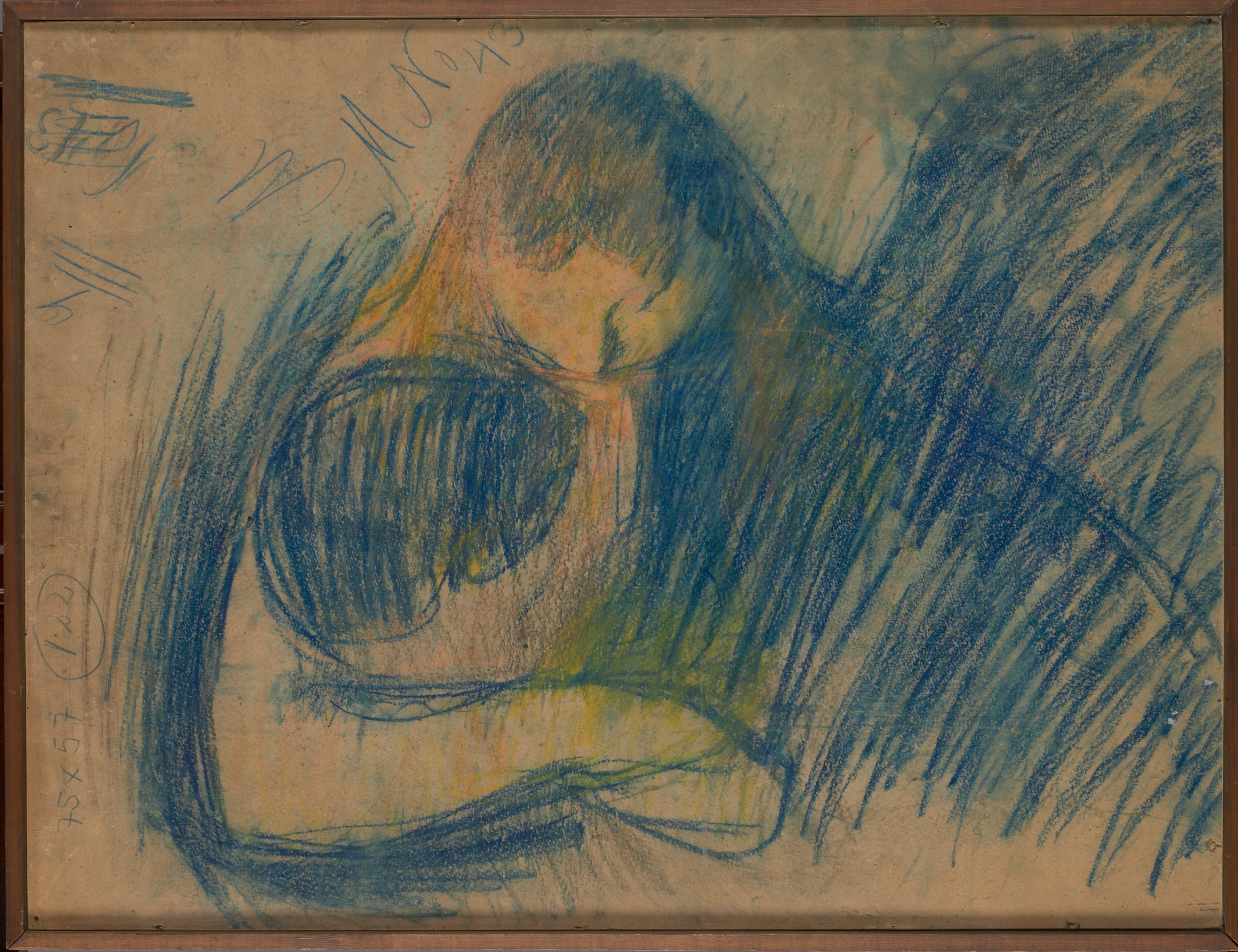
Vampir (1893), Wachsmalstift, 56,5 × 74 cm, Munch-Museum Oslo
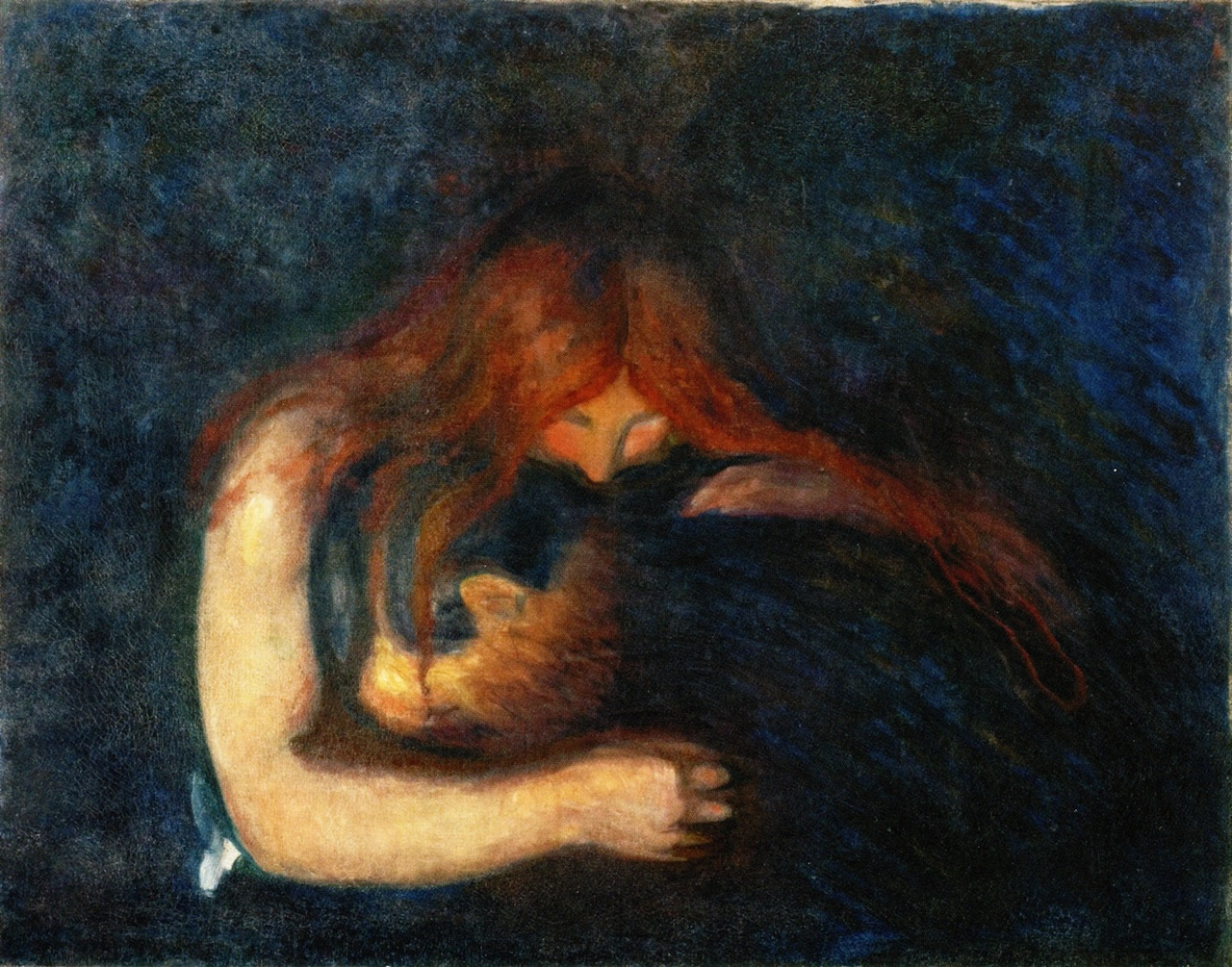
Vampir (1893), Öl auf Leinwand, 77 × 98 cm, Munch-Museum Oslo
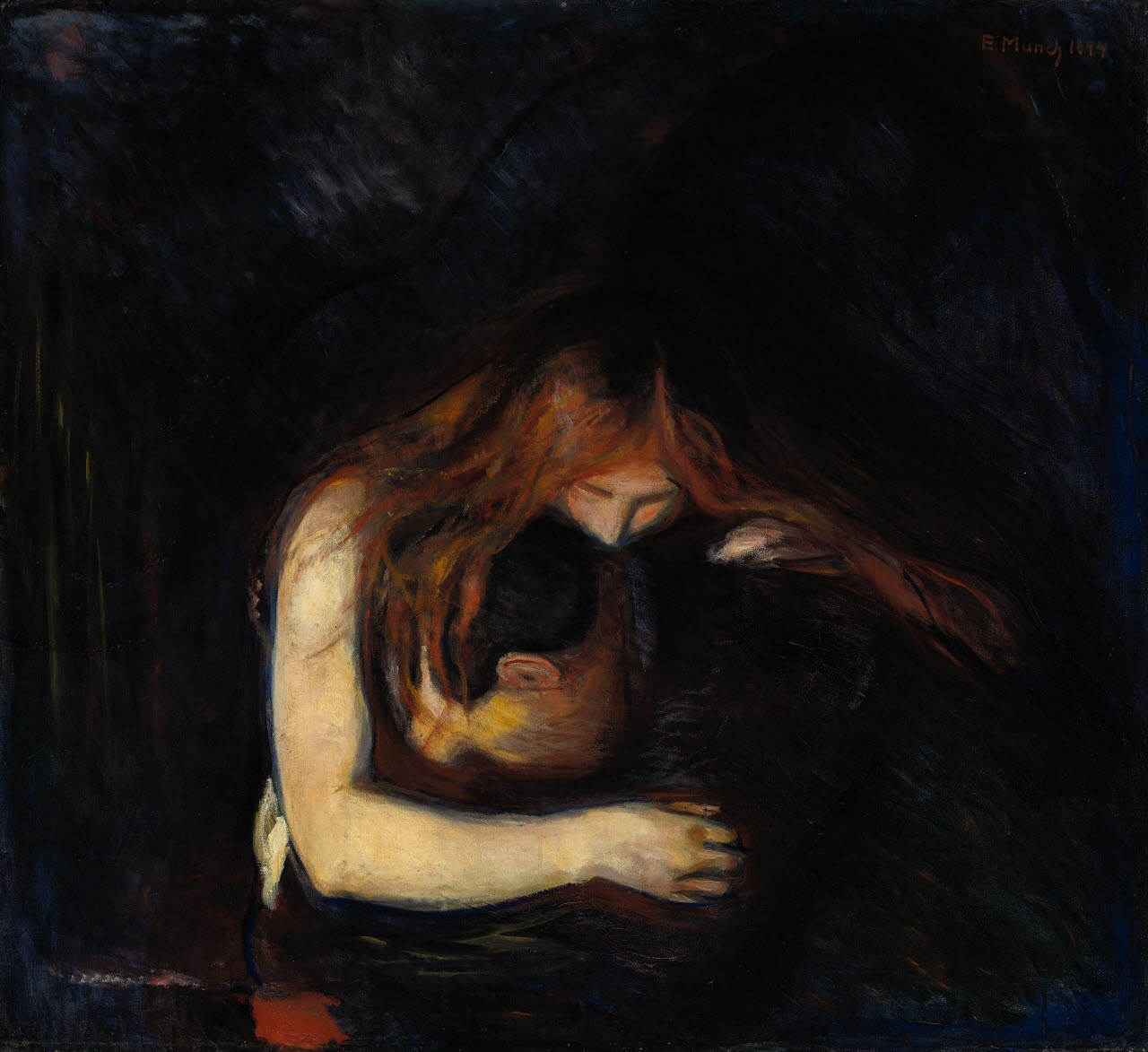
Vampir (1894), Öl auf Leinwand, 100 × 110 cm, Privatsammlung
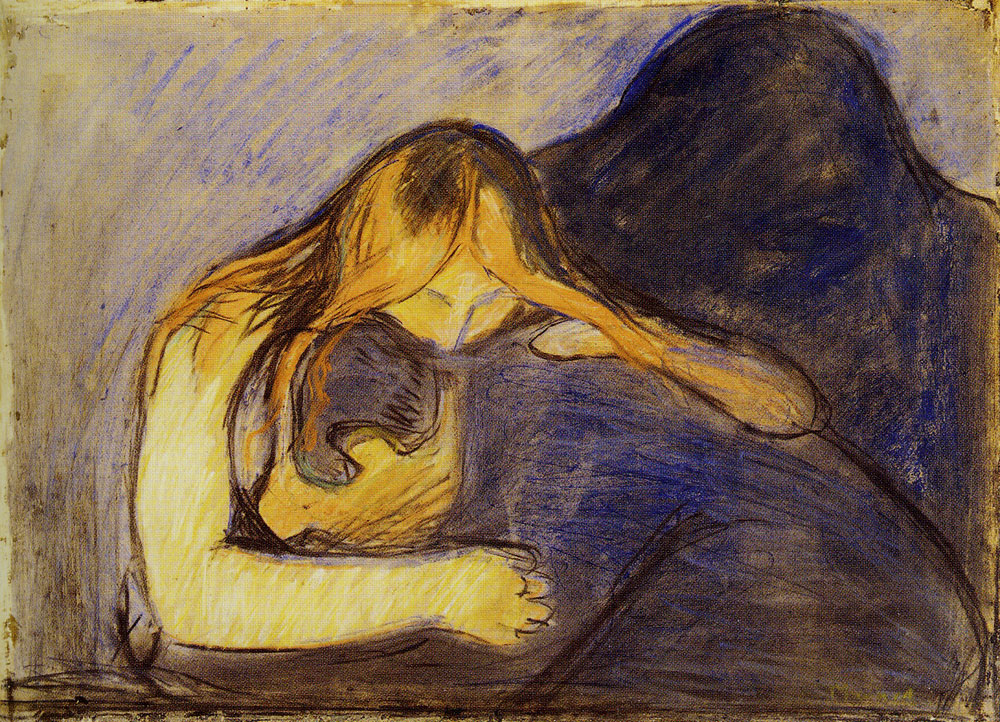
Vampir (1895), Pastell und Farbstift auf Karton, 27 × 37 cm, Verbleib unbekannt
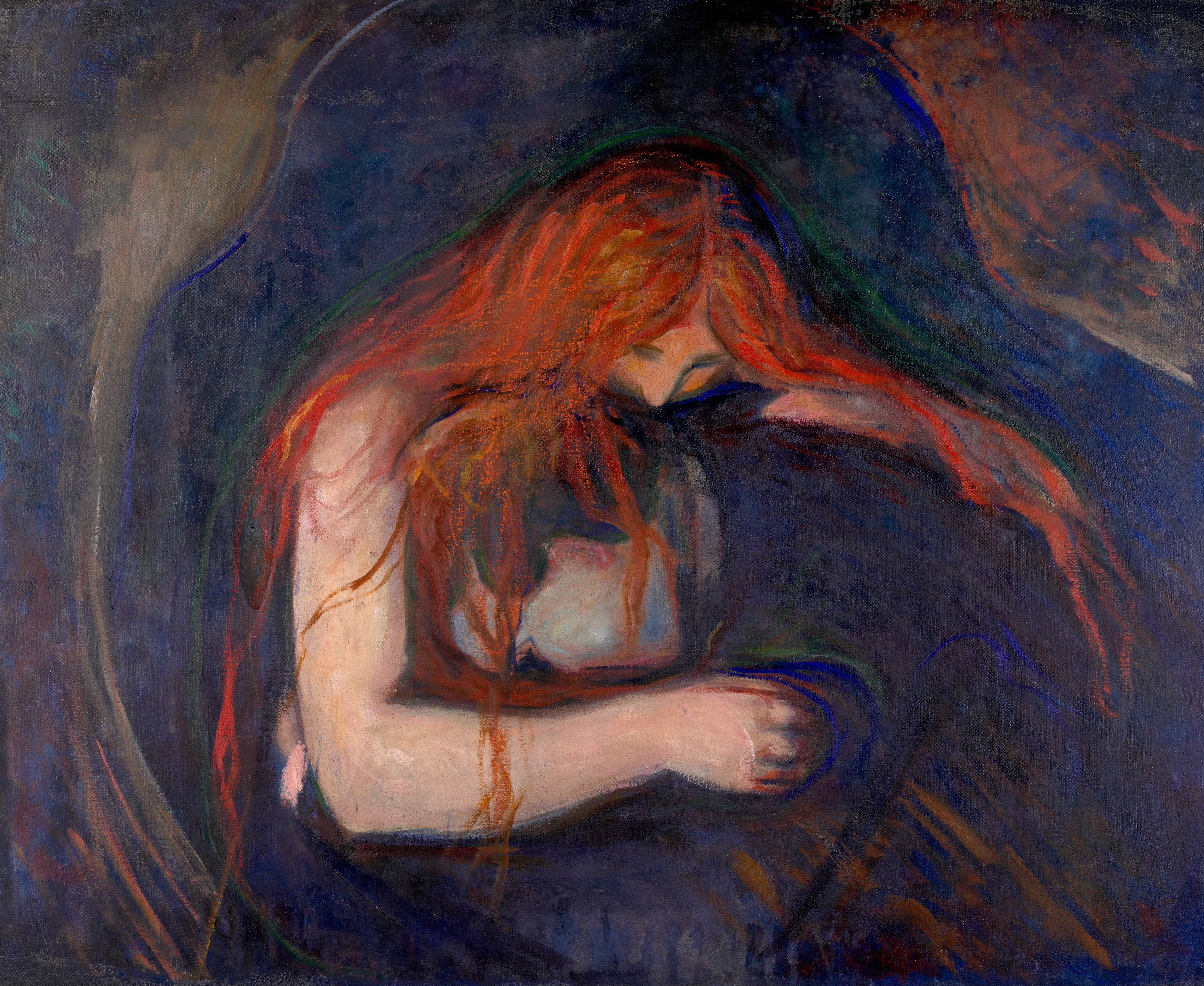
Vampir (1895), Öl auf Leinwand, 91 × 109 cm, Munch-Museum Oslo

In den Jahren 1916 bis 1918 malte Munch fünf weitere Fassungen des Motivs, von denen einige in die Umgebung eines Waldes versetzt sind. Vier dieser Gemälde befinden sich im Munch-Museum Oslo, eines in der Sammlung Würth in Künzelsau.

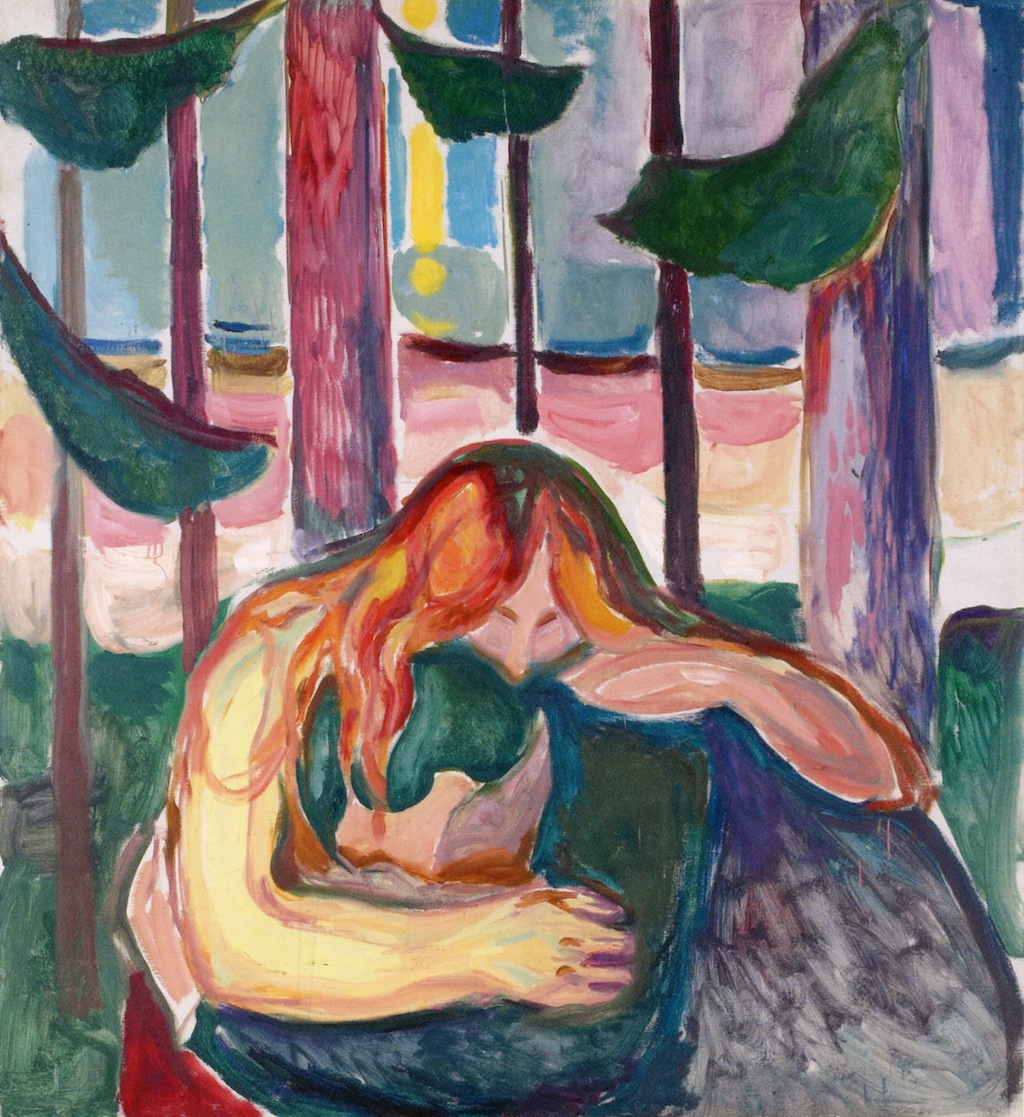
Vampir im Wald (1916–18), Öl auf Leinwand, 150 × 137 cm, Munch-Museum Oslo
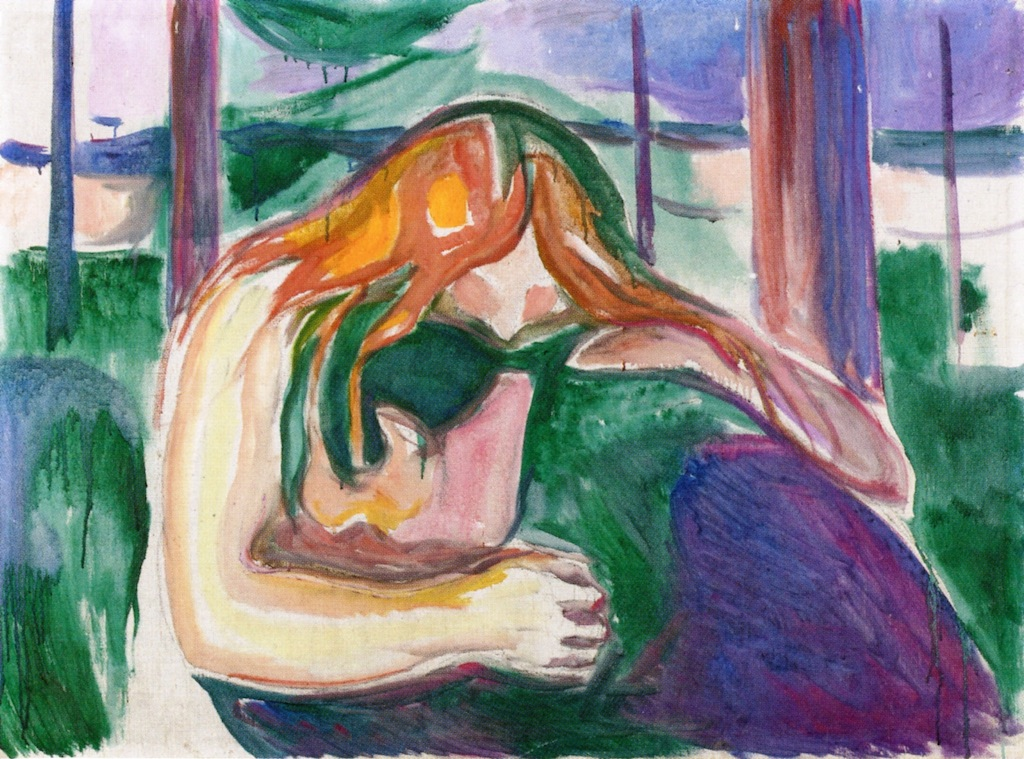
Vampir (1916–18), Öl auf Leinwand, 82 × 110 cm, Munch-Museum Oslo
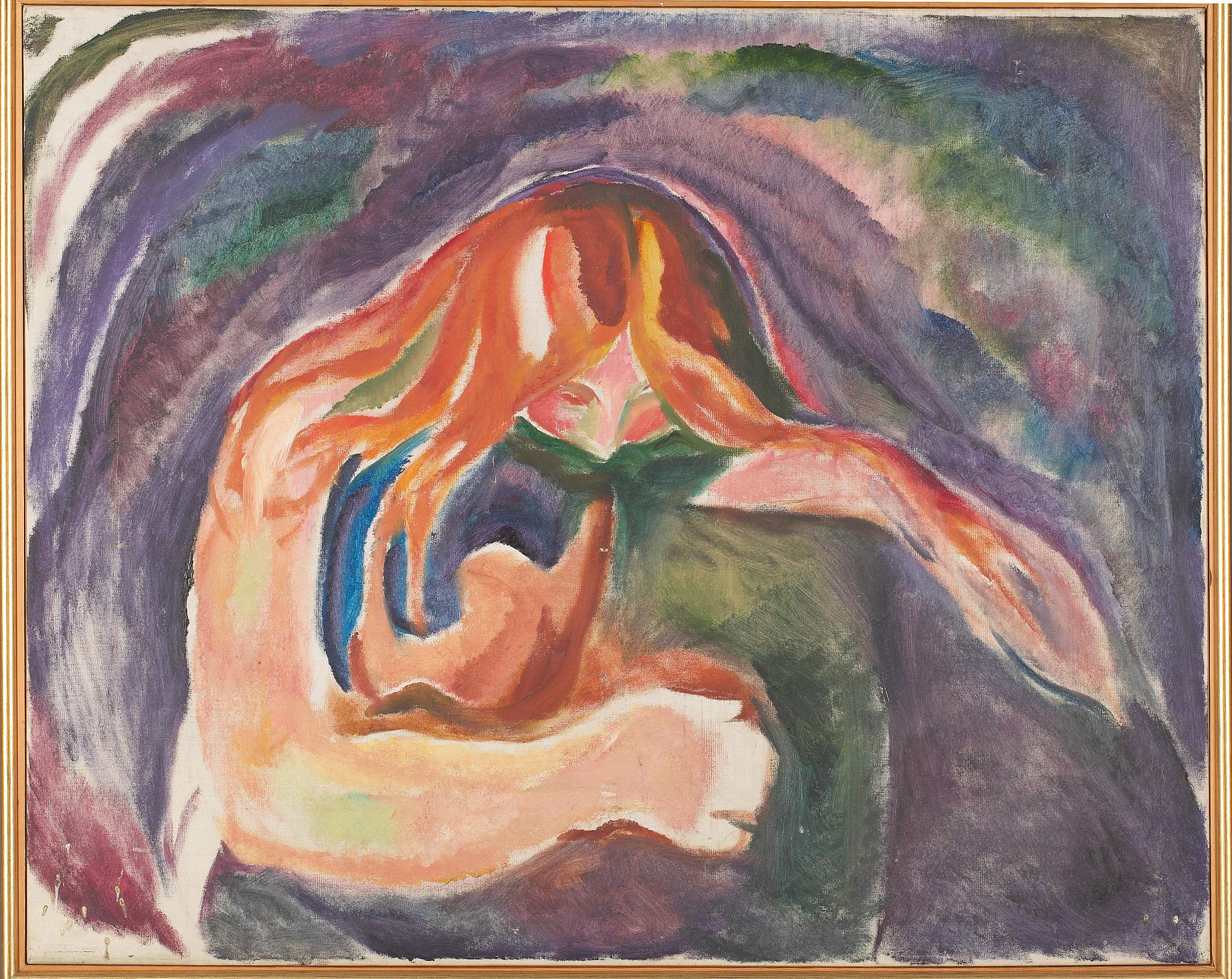
Vampir (1916–18), Öl auf Leinwand, 84 × 104 cm, Munch-Museum Oslo
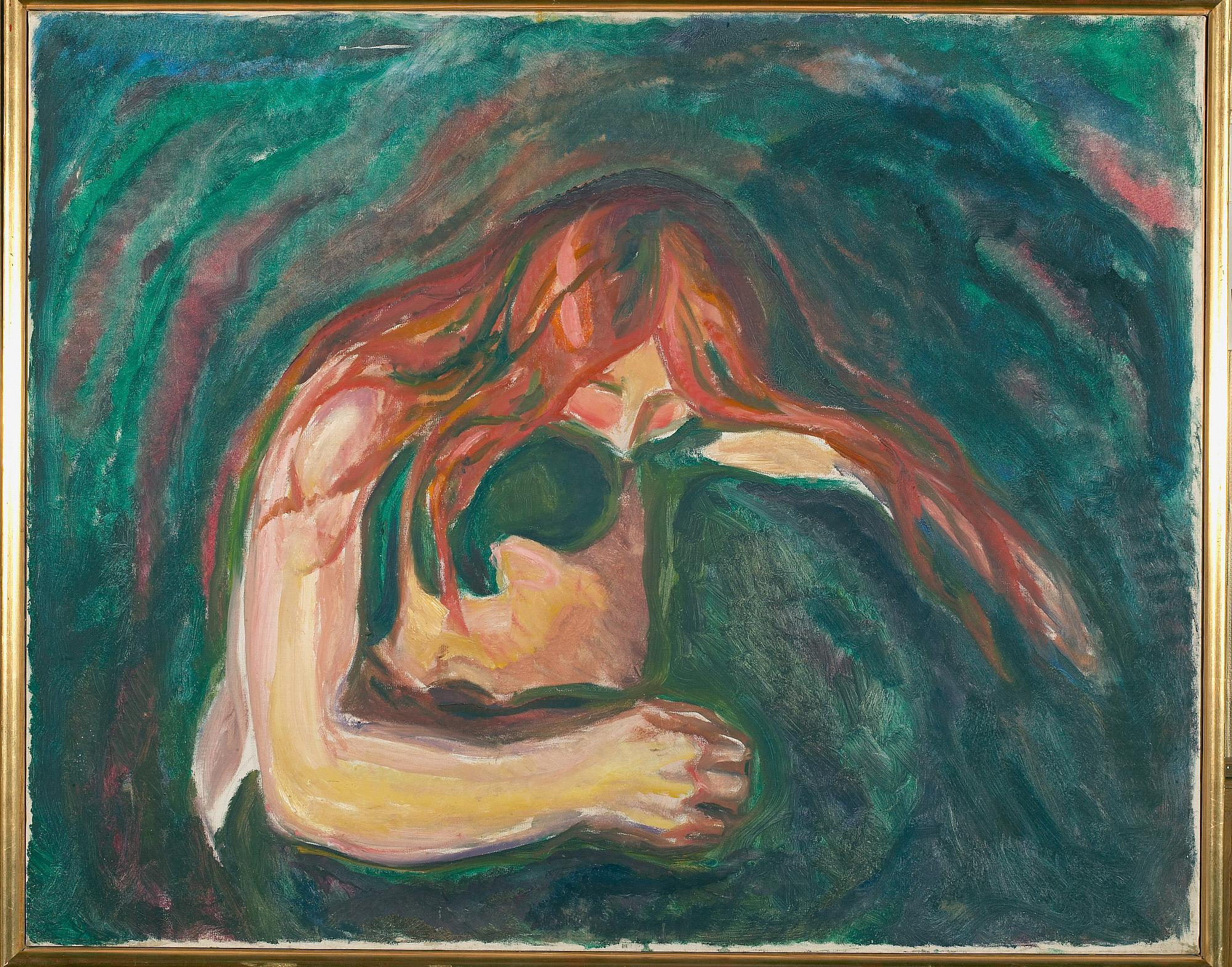
Vampir (1916–18), Öl auf Leinwand, 83 × 104 cm, Munch-Museum Oslo
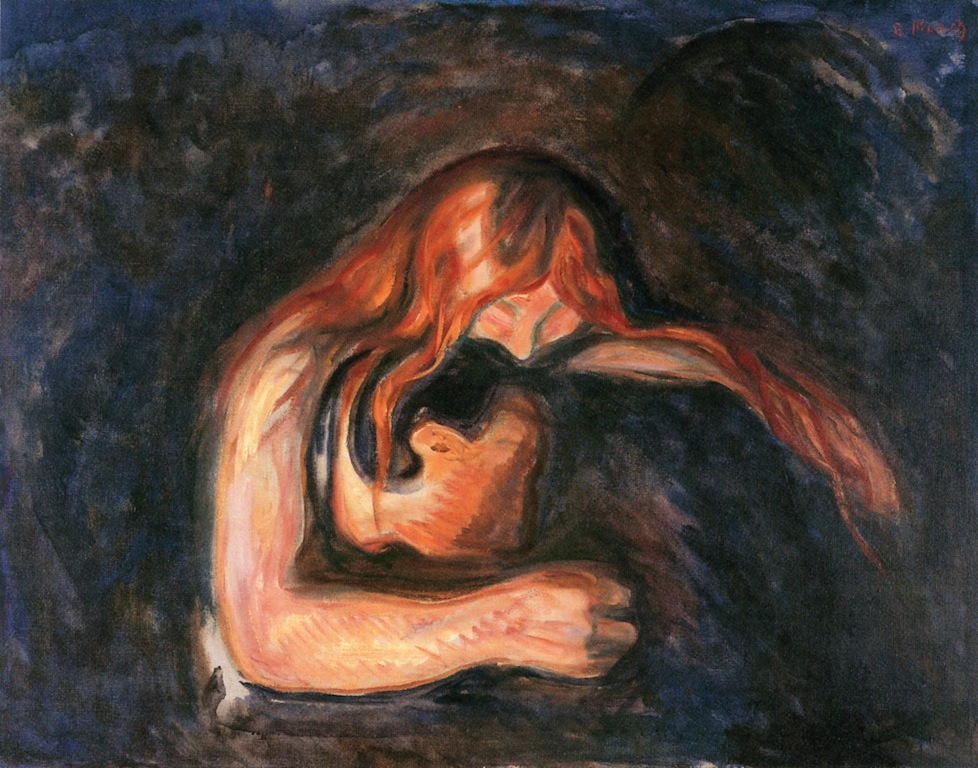
Vampir (1916–18). Öl auf Leinwand, 85 × 110 cm, Sammlung Würth

Ein weiteres Gemälde im Hochkantformat des Vampir im Wald schloss sich in Munchs Spätwerk in den Jahren 1924/25 an. Ihm sind umgekehrte Konstellationen unter dem Titel Trost im Wald gegenübergestellt, in der es der Mann ist, der tröstend die Frau umarmt. Sie befinden sich ebenfalls im Munch-Museum Oslo.

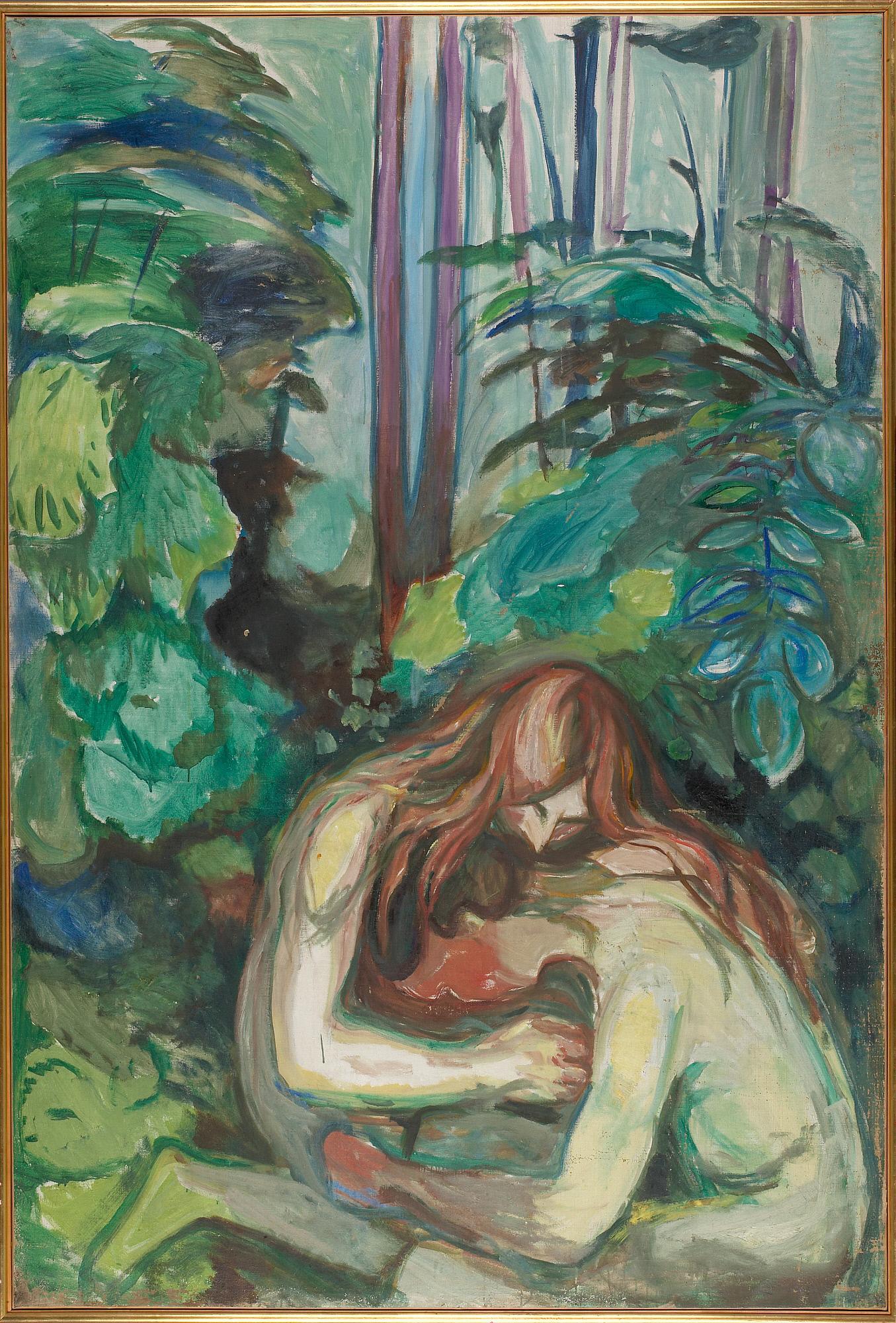
Vampir im Wald (1924/25), Öl auf Leinwand, 200 × 138 cm, Munch-Museum Oslo
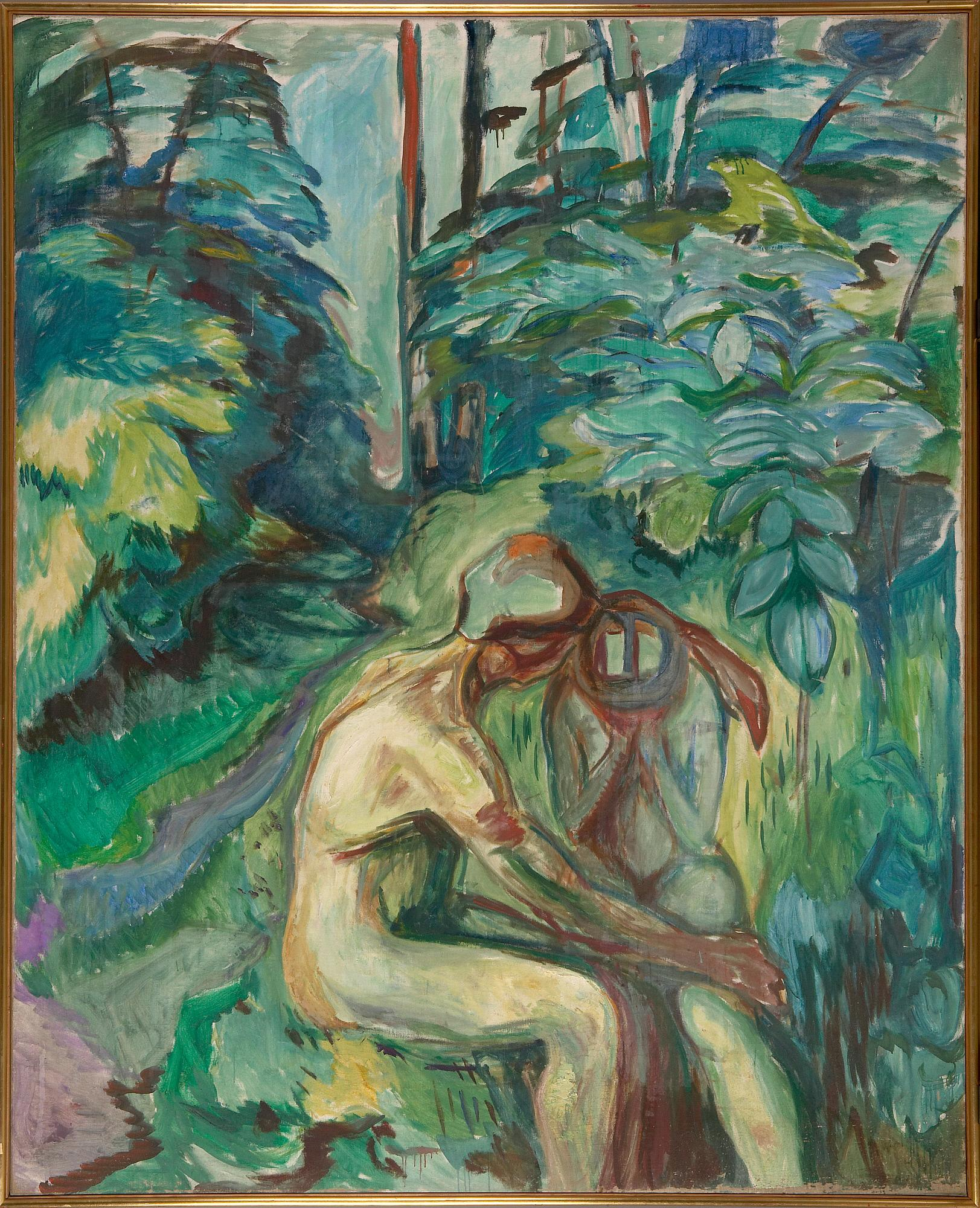
Trost im Wald (1924/25), Öl auf Leinwand, 215 × 173 cm, Munch-Museum Oslo
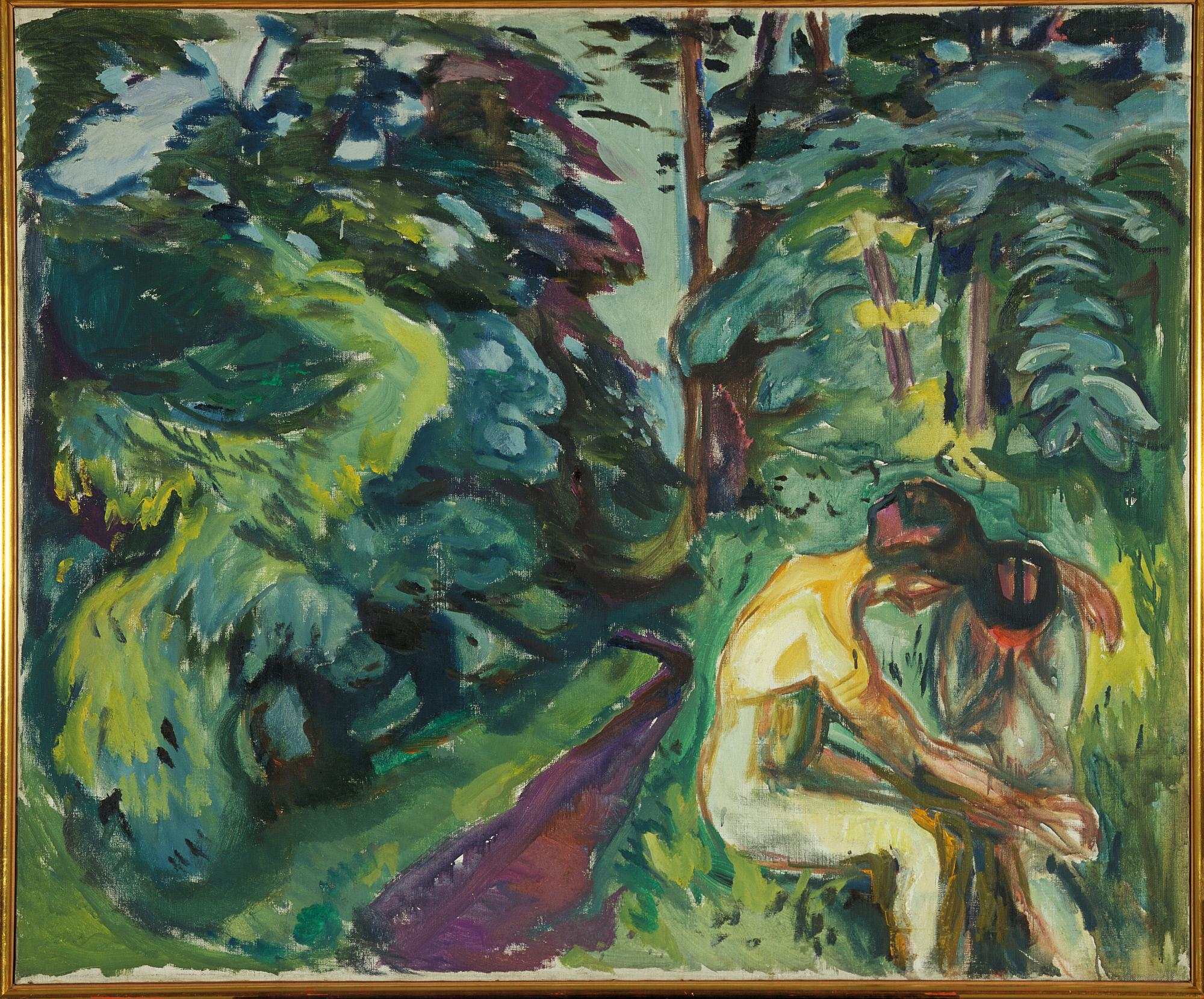
Trost im Wald (1924/25), Öl auf Leinwand, 100 × 120 cm, Munch-Museum Oslo

Ferner schuf Munch 1895 zwei Lithografien, zu deren zweiter Version er 1902 die Farbplatten ausarbeitete. Drucke der zweiten Version finden sich in zahlreichen Museen, so unter anderem in Berlin, Bremen, Chemnitz, Essen, Frankfurt am Main, Hamburg, Salzburg, Stuttgart und Wuppertal.

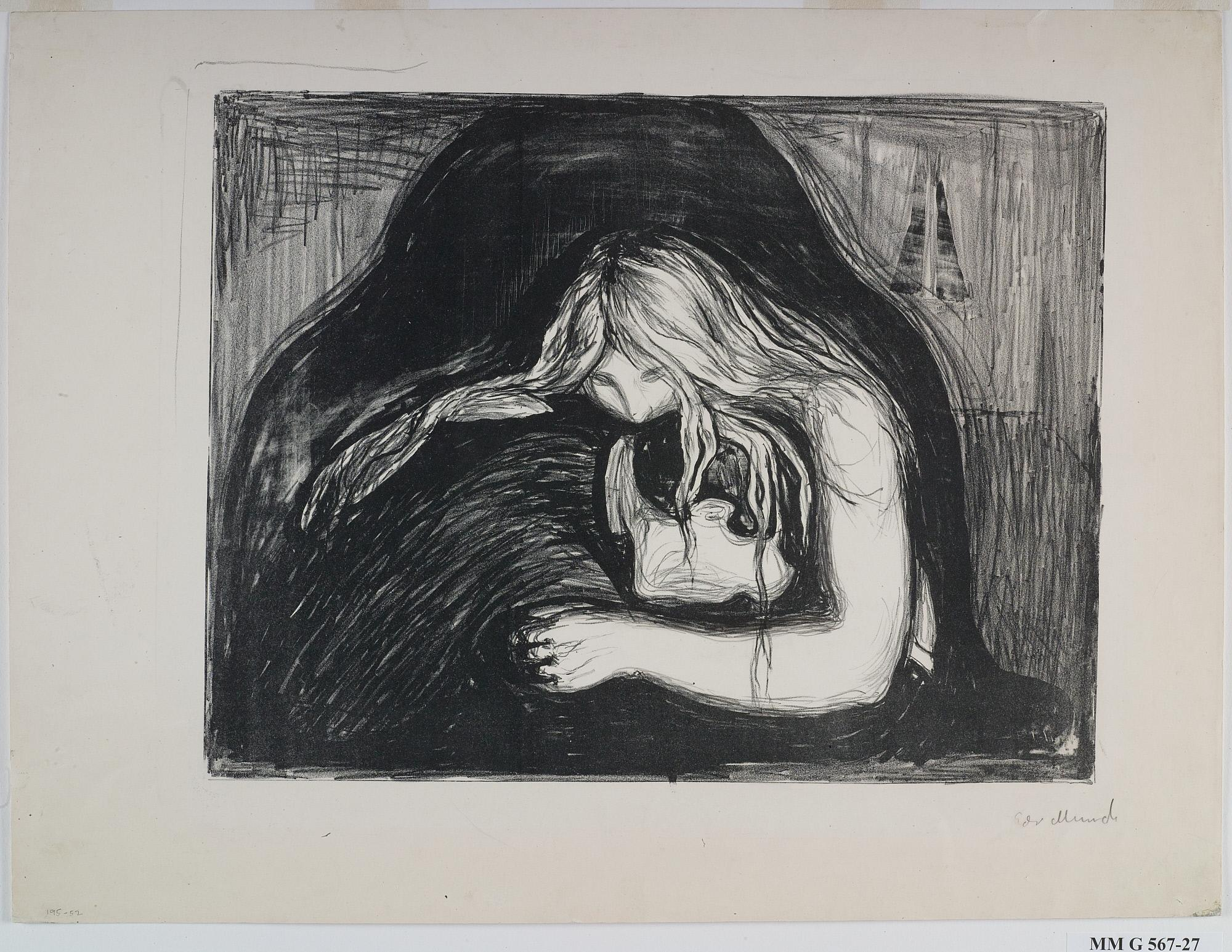
Vampir I (1895), Lithografie, 36,5 × 46,7 cm, Munch-Museum Oslo
Vampir II (1895), Lithografie, 38,5 × 54,8 cm, Thielska galleriet Stockholm
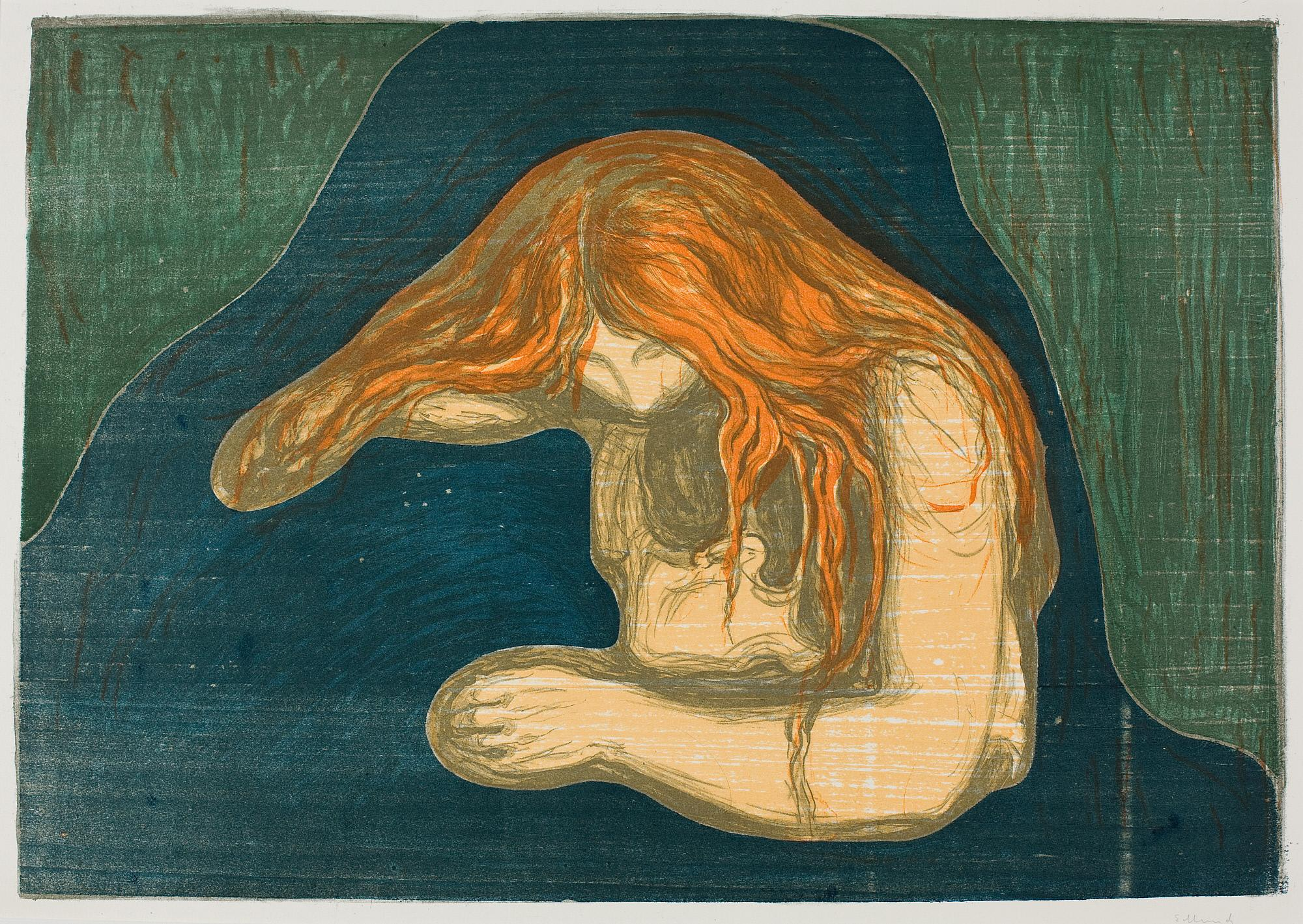
Vampir II (1895), Lithografie, ca. 38 × 55 cm, Munch-Museum Oslo
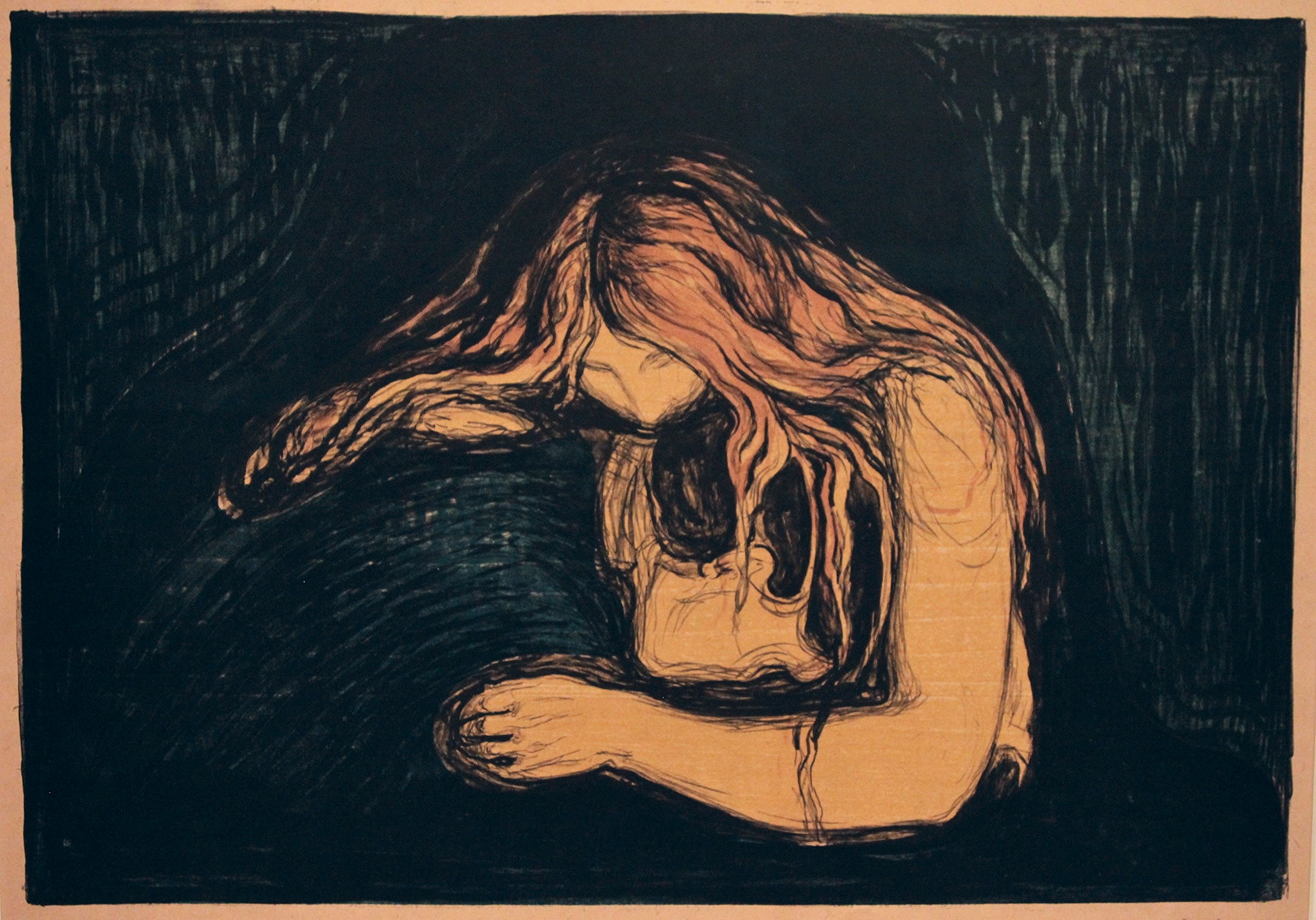
Vampir II (1895/1902), Lithografie, 38,5 × 54,8 cm, Thielska galleriet Stockholm
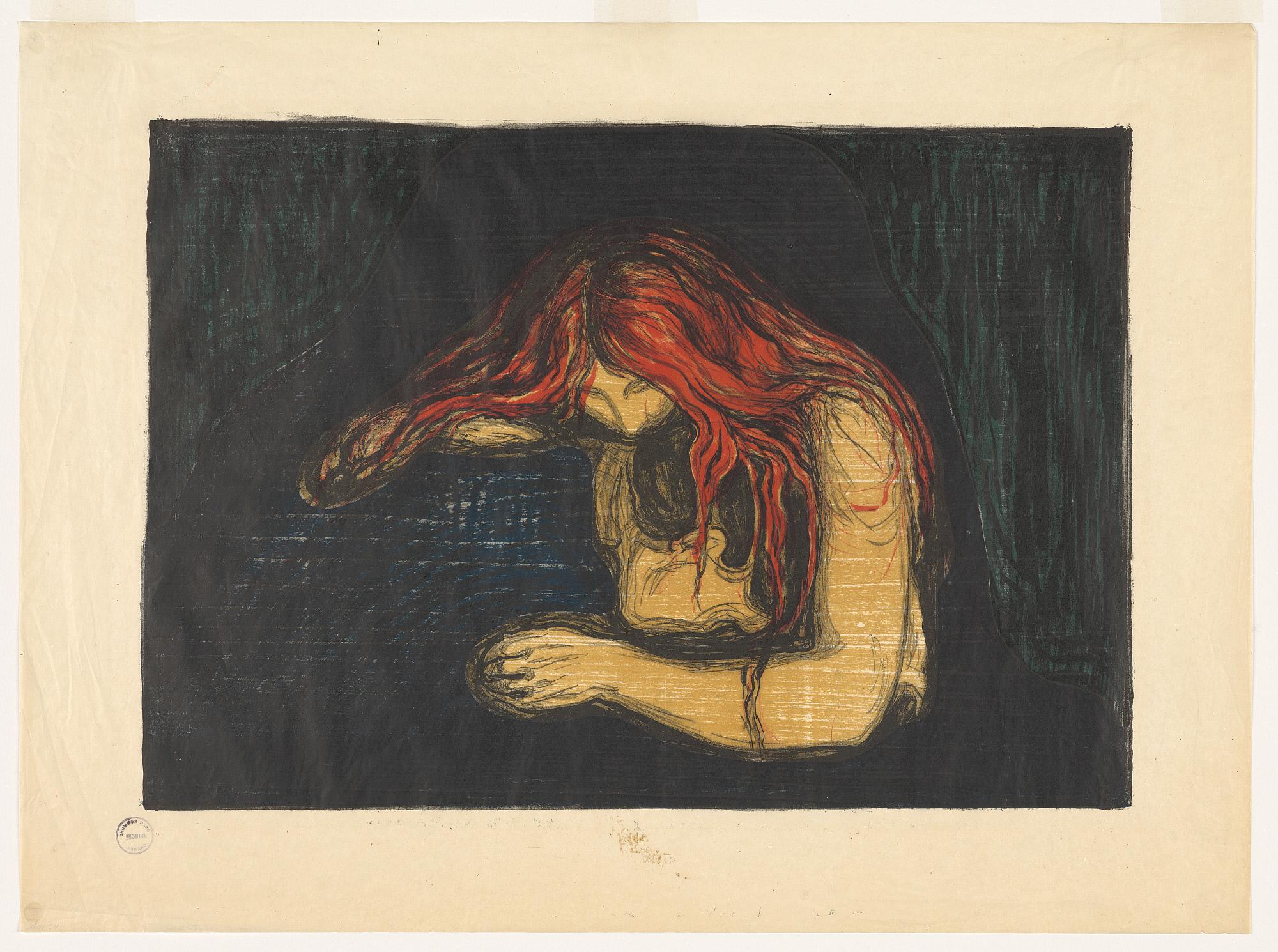
Vampir II (1902), Lithografie, 38,6 × 55,1 cm, Munch-Museum Oslo

## Interpretation

### Vampirismus
Vampir ist nicht der ursprüngliche Titel des Bildmotivs. Den Bezug zum Vampirismus stellte erst Stanisław Przybyszewski her, der 1894 in einer Abhandlung über Munch interpretierte: „Ein gebrochener Mann und auf seinem Nacken ein beißendes Vampirsgesicht“. Przybyszewski machte eine „unermessliche Fatalität der Resignation“ in der Haltung des Mannes aus, der sich geradezu mit Freude seiner Ohnmacht und Willenlosigkeit ergebe. „Den Vampir wird er doch nicht los, den Schmerz wird er auch nicht loswerden, und das Weib wird immer da sitzen, und wird ewig beißen mit tausend Natterzungen, mit Giftzähnen.“ In ähnlicher Weise interpretierte auch August Strindberg das Bild 1896: „Goldener Regen fällt auf den Unglücklichen nieder, der von seinem schlechteren Ich kniefällig die Gnade erbittet, durch Nadelstiche getötet zu werden. Goldene Schnüre, die zur Erd und zum Leiden binden, Regen von Blut in Kaskaden über den Wahnsinnigen ausgegossen, der das Unglück sucht, das göttliche Unglück, geliebt zu werden, das heißt zu lieben.“
Uwe M. Schneede wies darauf hin, dass die Interpretationen der beiden Schriftsteller stark auf ihren eigenen, damals in der Kunstwelt verbreiteten Anschauungen basieren. So erscheint in Stanisław Przybyszewskis De profundis eine Schwester ihrem inzestuösen Bruder als Vampir, und Strindberg nimmt Bezug auf sein Plädoyer eines Irren. Munch akzeptierte Przybyszewskis Bildtitel, schrieb jedoch 1933, dass er dem Bild einen „literarischen Charakter verleiht. In Wirklichkeit ist es nur eine Frau, die einem Mann auf den Nacken küßt“. Statt als Vampirismus im physischen Sinne lässt sich das Bild daher auch als Versuch einer Frau deuten, den Mann durch ihre Liebe an sie zu binden, ein Sujet, das in Munchs Werk häufig problematisiert wird. Die verwendeten Stilmittel, das dunkle Kolorit, die Farbkontraste, die flächenhaften Gestalten, die aufragenden Schatten, tragen allerdings dazu bei, der alltäglichen Szene eine unheilvolle, bedrohliche, geradezu dämonische Aura zu verleihen.

### Liebe und Schmerz
Munchs ursprünglicher Name für das Motiv lautete Liebe und Schmerz. Laut Reinhold Heller hat Munch persönliche Erfahrungen und sein „Leiden in der Liebe“ in eine allgemeine Ausdrucksform übertragen, das zum „Sinnbild des Geschlechterkampfes“ und einer als bedrängend und dämonisch wahrgenommenen Erotik wird. Beate Elsen Schwedler sieht in dem Bildmotiv die symbolische Darstellung „einer dramatischen Mann-Frau-Beziehung“, in der sich gleichermaßen Hingabe und Angst vor dem Kontrollverlust offenbaren. In unterwürfiger Haltung kauert der Mann vor der ihn dominant umschlingenden Frau. Ihre Haarsträhnen erinnern an Tentakelarme und symbolisieren die gleichermaßen verheißungs- wie verhängnisvolle Anziehung der weiblichen Erotik. Mit dem Verschmelzen der Figuren verschmelzen auch die Gefühle Liebe und Schmerz oder Liebe und Hass.
Seit der ersten Ausstellung unter dem Titel Studie zu einer Serie „Die Liebe“ im Dezember 1893 in Berlin gehörte Vampir zu den Bildern des so genannten Lebensfrieses, einer Zusammenstellung der zentralen Werke Edvard Munchs, der er später den Untertitel „ein Gedicht über das Leben, die Liebe, den Tod“ verlieh. Für Munch hängen alle drei Themen miteinander zusammen und bedingen einander. Die Liebe zeigt sich in vielen Schattierungen und beinhaltet auch negative Gefühle wie Eifersucht und Verzweiflung. Munch sah in ihr jene Kraft, die den Tod überwinden kann und neues Leben schafft. Der Liebesakt symbolisierte für ihn aber auch die Begegnung mit dem Tod und der Ewigkeit. In Liebe und Schmerz fand Munch die wesentlichen Züge des Verhältnisses zwischen Mann und Frau vereint. Er stellte das Bild bei der ersten Präsentation des Lebensfrieses als Motto der Ausstellung heraus.

### Frauenhaar als Symbol
In seinem Werk hat Munch langes Frauenhaar immer wieder als Symbol für weibliche Kraft und Stärke sowie als Symbol für eine energetische Verbindung zwischen den Geschlechtern stilisiert. Es ist gewissermaßen eine „Schablone für das Weibliche schlechthin“ und steht für alles, was auf Munch am weiblichen Geschlecht gleichzeitig anziehend wie verhängnisvoll wirkt. In dem Gemälde Loslösung etwa, ebenfalls ein Teil des Lebensfrieses, spannen sich die Haare als sichtbares Band zwischen einer hell gekleideten Frau, die aufs Meer blickt und einem abgewandten Mann, der sich ans blutende Herz greift. Auch hier steht ein Mann zwischen Liebe und Schmerz, zwischen einer Verbindung zu einer Frau und der Trennung von ihr. Eine Lithografie nach demselben Motiv geht noch weiter und lässt das Frauenhaar direkt nach dem Herz des Mannes greifen.

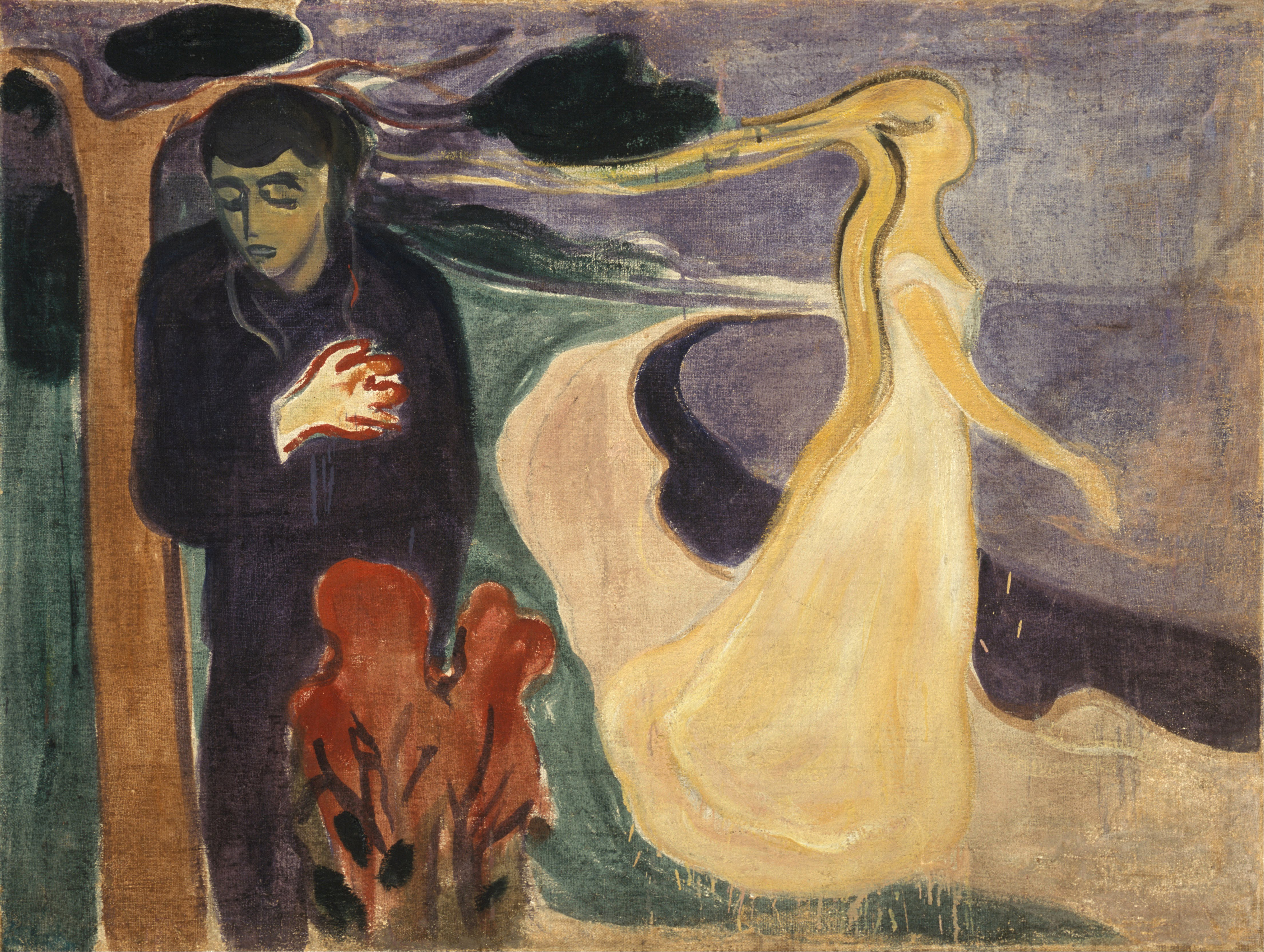
Edvard Munch: Loslösung (1896), Öl auf Leinwand, 96,5 × 127 cm, Munch-Museum Oslo
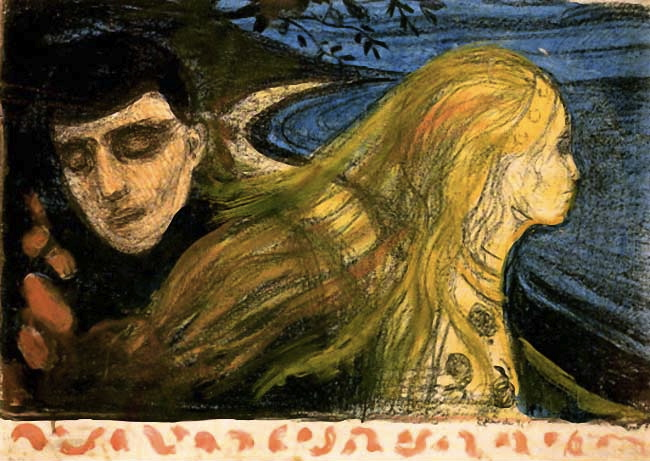
Loslösung II (1896), handkolorierte Lithografie, 44,1 × 62 cm, Munch-Museum Oslo
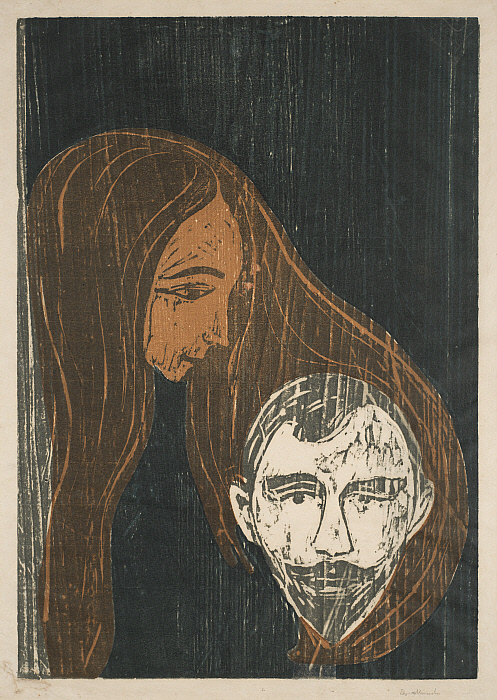
Männerkopf in Frauenhaar (1896), Holzschnitt, 54,6 × 38,1 cm, Sterling and Francine Clark Art Institute, Williamstown
Salome (1903), Holzschnitt, 40,5 × 30,5 cm, Thielska galleriet, Stockholm

Auch die Lithografie Männerkopf in Frauenhaar steht unter dem Motto des weiblichen Haares. Es umschlingt in roten Strähnen den Kopf eines unterhalb von ihr postierten Mannes. Das Motiv wiederholte Munch im Jahr 1903 mit einem Doppelporträt der englischen Musikerin Eva Mudocci, seiner damaligen Geliebten, und seiner selbst. Während die Frau ihren Kopf zur Seite neigt und selig lächelt, zeigt der Mann, umschlossen von ihrem Haar, ein griesgrämiges Gesicht. Munch benannte das Bild Salomé nach dem gleichnamigen Stück von Oscar Wilde, in dem eine Frau dem Mann, der sie abweist, den Kopf abschlagen lässt. Dieser Titel führte zum Zerwürfnis zwischen Mudocci und dem Maler.

## Bildgeschichte
Laut Munchs Erinnerung gehen die ersten Entwürfe zu Vampir in die Zeit zurück, als er an Das kranke Kind arbeitete, also die Jahre 1885/86. Reinhold Heller datierte die ersten Zeichnungen des Motivs jedoch auf das Jahr 1890. Zur gleichen Zeit findet sich in einem Notizbuch Munchs der mit intermezzo betitelte Eintrag: „Er saß mit seinem Arm um ihren Körper geschlungen. Ihr Kopf war ihm so nah. Es war irgendwie so wunderbar, ihre Augen, ihren Mund, ihre Brüste so nahe bei sich zu spüren […] Er begrub sein Gesicht in ihrem Schoß. Sie senkte ihren Kopf über ihn und er spürte zwei warme, brennende Lippen auf seinem Nacken. Ein Schauder durchfuhr seinen Körper, ein Schauder der Wollust. Und er preßte sie krampfhaft an sich.“
Heller führt das ursprüngliche Erlebnis Munchs auf seine unglückliche Liebe zu Milly Thaulow zurück, der Frau seines Vetters Carl Thaulow. Möglicherweise wurden allerdings auch verschiedene Frauen aus dem Umfeld des Malers in der „Vampirfrau“ zusammengefasst. In den Jahren der Entstehung des Gemäldes übte insbesondere Dagny Juel, die Frau Stanisław Przybyszewskis, einen starken Einfluss auf den Maler aus. Verschiedene Kunsthistoriker haben sie als Vorbild von Madonna ausgemacht, einem motivischen Gegenstück zu Vampir. Munch bearbeitete beide Motive parallel auch als Druckgrafik.

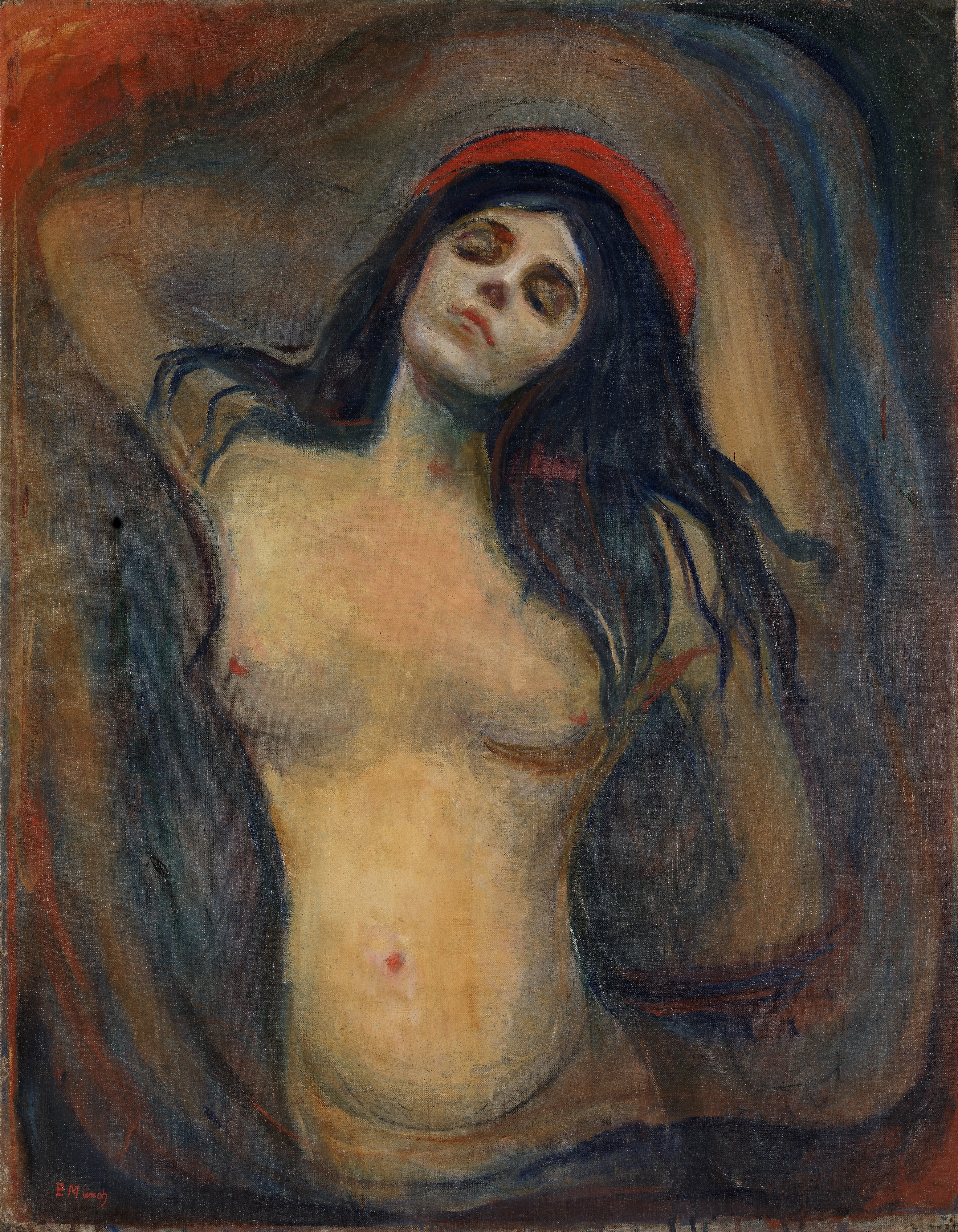
Edvard Munch: Madonna (1893), Öl auf Leinwand, 90,5 × 70,5 cm, Norwegische Nationalgalerie
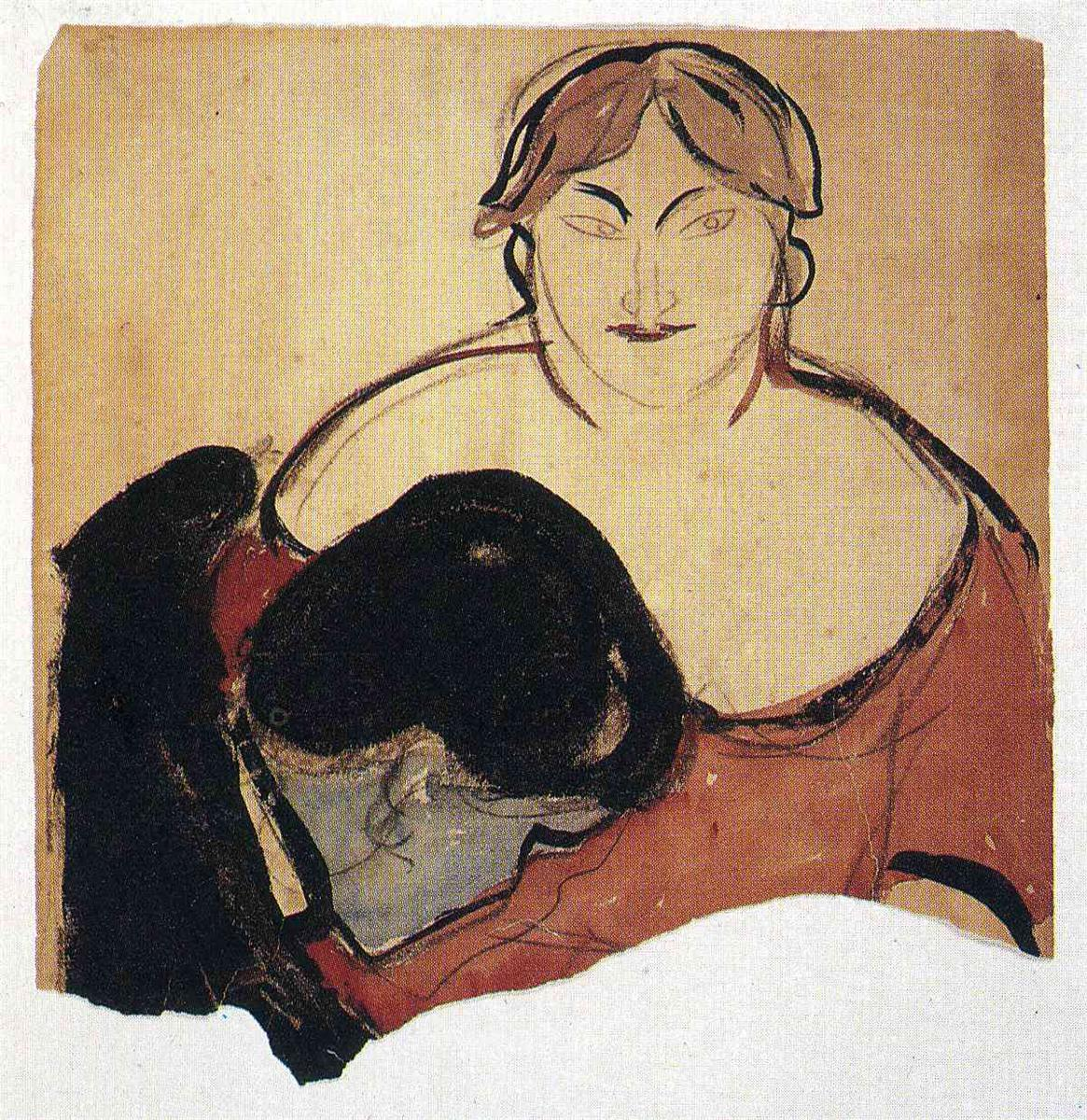
Edvard Munch: Junger Mann und Dirne (1893/94), Kohle und Gouache auf Papier, 50 × 47,8 cm, Privatsammlung
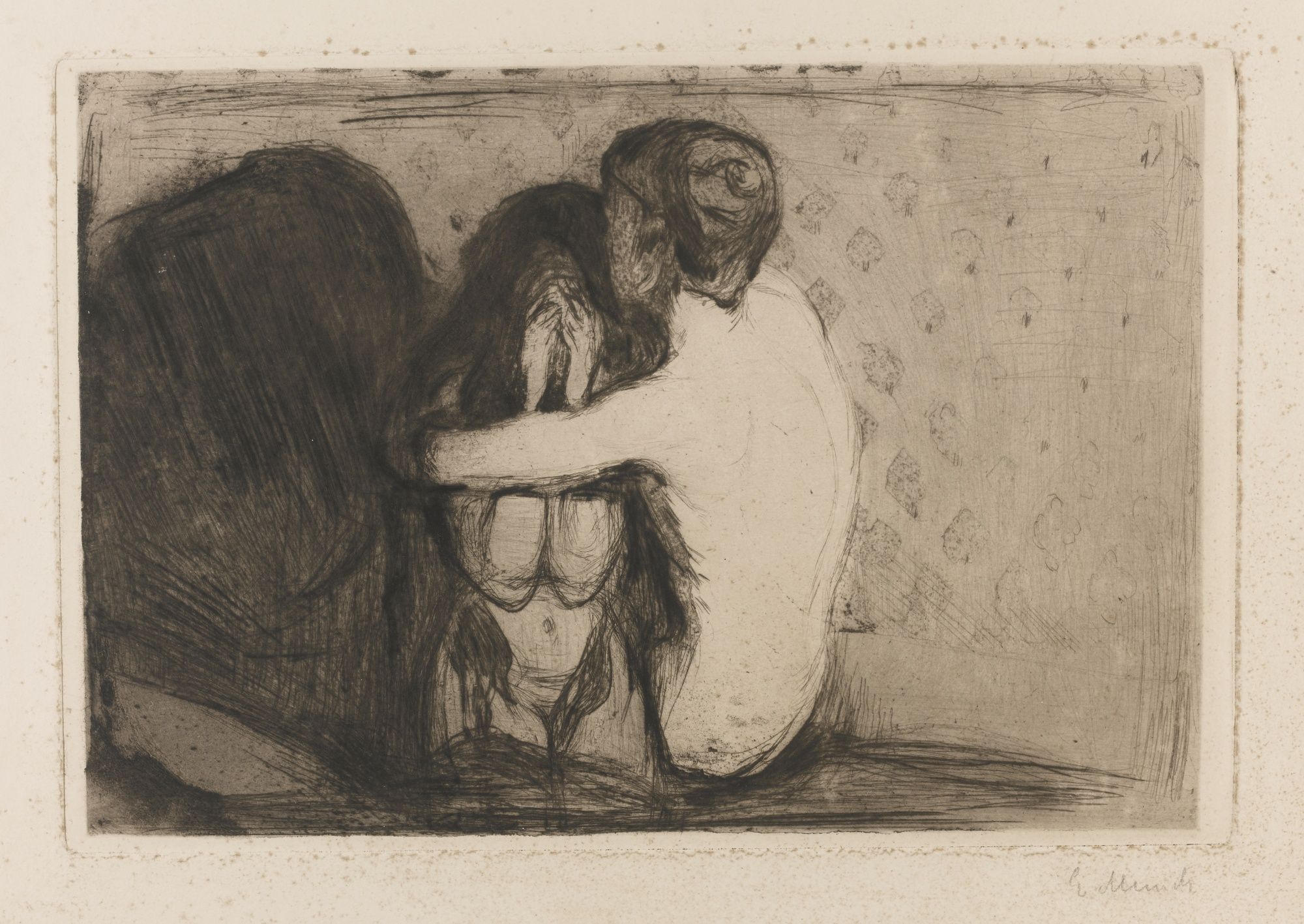
Edvard Munch: Trost (1894), Kaltnadelradierung, 33,2 × 48,2 cm, Privatsammlung

Von 1890 an bearbeitete Munch das Thema in zahlreichen Zeichnungen und Aquarellen. Dazu gehört auch Junger Mann und Dirne, eine Studie, in der sich Munch selbst am Busen einer Berliner Prostituierten porträtierte. Eine andere, dem Motiv Vampir entgegengesetzte Variante, ist in der Radierung Trost aus dem Jahr 1894 zu finden. Hier ist es der Mann, der die Arme tröstend um eine weinende Frau mit langen Haaren schlingt.
An die erste Entstehung des Vampir-Gemäldes erinnerte sich Adolf Paul, ein Freund des Malers. Er habe eines Tages Munch in seinem Atelier besucht und eine Frau mit flammend roten Haaren vorgefunden, die ihr auf die Schulter gefallen seien „wie geronnenes Blut“. Munch habe seinen Freund aufgefordert, sich vor der Frau niederzuknien: „Sie beugte sich über mich und presste ihre Lippen auf meinen Nacken […] ihr rotes Haar floss über mich. Munch begann zu malen, und binnen kurzem hatte er den Vampir vollendet.“
Im Februar 1988 stahl der norwegische Kunstdieb Pål Enger eine der Fassungen von Vampir aus dem Munch-Museum in Oslo. Er wurde sechs Jahre später auch als Kopf hinter dem Diebstahl von Der Schrei aus demselben Museum entlarvt, der für großes Aufsehen in der Öffentlichkeit sorgte.
Die Bildversion aus dem Jahr 1894, die sich seit 1903 in Privatbesitz befunden hatte, wurde im Jahr 2008 von Sotheby’s versteigert. Sie erzielte 38 Millionen Dollar und war zum damaligen Zeitpunkt das teuerste Gemälde Munchs, ehe der Rekord im Jahr 2012 von einer Version von Der Schrei gebrochen wurde. Zu diesem Zeitpunkt war eine mehrfarbige Grafik von Vampir mit 1,5 Millionen Dollar die teuerste Grafik des Malers.